# Collegio di South Thanet
South Thanet è stato un collegio elettorale inglese situato nel Kent rappresentato alla Camera dei comuni del Parlamento del Regno Unito. Eleggeva un membro del parlamento con il sistema maggioritario a turno unico; il collegio è stato abolito in occasione della revisione periodica del 2024.

## Estensione
- 1983-2010: i ward del distretto di Thanet di Beacon Road, Bradstowe, Central Eastcliff, Central Westcliff, Kingsgate, Minster Parish, Newington, Northwood, Pierremont, St Lawrence, St Peter's, Sir Moses Montefiore, Southwood e Upton, e i ward del distretto di Dover di Ash, Little Stour, Sandwich, Woodnesborough with Staple e Worth.
- 2010-2024: i ward del distretto di Thanet di Beacon Road, Bradstowe, Central Harbour, Cliffsend and Pegwell, Cliftonville East, Cliftonville West, Eastcliff, Kingsgate, Nethercourt, Newington, Northwood, St Peter's, Sir Moses Montefiore e Viking, e i ward del distretto di Dover di Little Stour and Ashstone e Sandwich.

South Thanet consisteva della parte meridionale ed orientale dei distretto di Thanet (le città di Ramsgate e Broadstairs, l'area di Cliftonville di Margate ed il villaggio di Cliffsend) insieme alla parte settentrionale del distretto di Dover, comprendente l'antica Cinque Ports di Sandwich ed i villaggi circostanti.

## Membri del parlamento
| Elezione | Elezione        | Deputato         | Partito          |
| -------- | --------------- | ---------------- | ---------------- |
|          | 1983            | Jonathan Aitken  | Conservatore     |
|          | 1997            | Stephen Ladyman  | Laburista        |
|          | 2010            | Laura Sandys     | Conservatore     |
| 2015     | Craig Mackinlay |                  | Conservatore     |
|          | 2024            | Collegio abolito | Collegio abolito |

## Elezioni

### Elezioni negli anni 2010
| Partito                    | Partito                                   | Candidato                  | Risultati 12 dicembre 2019 | Risultati 12 dicembre 2019 |
| Partito                    | Partito                                   | Candidato                  | Voti                       | %                          |
| -------------------------- | ----------------------------------------- | -------------------------- | -------------------------- | -------------------------- |
|                            | Conservatore                              | Craig Mackinlay            | 27 084                     | 56,12                      |
|                            | Laburista                                 | Rebecca Gordon-Nesbitt     | 16 497                     | 34,19                      |
|                            | Lib Dem                                   | Martyn Pennington          | 2 727                      | 5,65                       |
|                            | Verdi                                     | Rebecca Wing               | 1 949                      | 4,04                       |
|                            |                                           |                            |                            |                            |
| Iscritti                   | Iscritti                                  | Iscritti                   | 73 302                     | 100,00                     |
| ↳ Votanti (% su iscritti)  | ↳ Votanti (% su iscritti)                 | ↳ Votanti (% su iscritti)  | 48 257                     | 65,83                      |
| ↳ Astenuti (% su iscritti) | ↳ Astenuti (% su iscritti)                | ↳ Astenuti (% su iscritti) | 25 045                     | 34,17                      |
|                            |                                           |                            |                            |                            |
|                            | Esito: collegio confermato a Conservatore |                            |                            |                            |

| Partito                    | Partito                                   | Candidato                  | Risultati 8 giugno 2017 | Risultati 8 giugno 2017 |
| Partito                    | Partito                                   | Candidato                  | Voti                    | %                       |
| -------------------------- | ----------------------------------------- | -------------------------- | ----------------------- | ----------------------- |
|                            | Conservatore                              | Craig Mackinlay            | 25 262                  | 50,77                   |
|                            | Laburista                                 | Raushan Ara                | 18 875                  | 37,94                   |
|                            | UKIP                                      | Stuart Piper               | 2 997                   | 6,02                    |
|                            | Lib Dem                                   | Jordan Williams            | 1 514                   | 3,04                    |
|                            | Verdi                                     | Trevor Roper               | 809                     | 1,63                    |
|                            | Indipendente                              | Tim Garbutt                | 181                     | 0,36                    |
|                            | Popoli Cristiani                          | Faith Fisher               | 115                     | 0,23                    |
|                            |                                           |                            |                         |                         |
| Iscritti                   | Iscritti                                  | Iscritti                   | 72 315                  | 100,00                  |
| ↳ Votanti (% su iscritti)  | ↳ Votanti (% su iscritti)                 | ↳ Votanti (% su iscritti)  | 49 753                  | 68,80                   |
| ↳ Astenuti (% su iscritti) | ↳ Astenuti (% su iscritti)                | ↳ Astenuti (% su iscritti) | 22 562                  | 31,20                   |
|                            |                                           |                            |                         |                         |
|                            | Esito: collegio confermato a Conservatore |                            |                         |                         |

| Partito                    | Partito                                   | Candidato                  | Risultati 7 maggio 2015 | Risultati 7 maggio 2015 |
| Partito                    | Partito                                   | Candidato                  | Voti                    | %                       |
| -------------------------- | ----------------------------------------- | -------------------------- | ----------------------- | ----------------------- |
|                            | Conservatore                              | Craig Mackinlay            | 18 838                  | 38,13                   |
|                            | UKIP                                      | Nigel Farage               | 16 026                  | 32,44                   |
|                            | Laburista                                 | Will Scobie                | 11 740                  | 23,76                   |
|                            | Verdi                                     | Ian Driver                 | 1 076                   | 2,18                    |
|                            | Lib Dem                                   | Russell Timpson            | 932                     | 1,89                    |
|                            | —                                         | Al Murray                  | 318                     | 0,64                    |
|                            | Manston Airport Independent               | Tim Garbutt                | 191                     | 0,39                    |
|                            | We Are The Reality                        | Nigel Askew                | 126                     | 0,26                    |
|                            | Party for a United Thanet                 | Grahame Birchall           | 63                      | 0,13                    |
|                            | Indipendente                              | Dean McCastree             | 61                      | 0,12                    |
|                            | Al-Zebabist Nation of Ooog                | Robert Abu-Obadiah         | 30                      | 0,06                    |
|                            |                                           |                            |                         |                         |
| Iscritti                   | Iscritti                                  | Iscritti                   | 70 171                  | 100,00                  |
| ↳ Votanti (% su iscritti)  | ↳ Votanti (% su iscritti)                 | ↳ Votanti (% su iscritti)  | 49 401                  | 70,40                   |
| ↳ Astenuti (% su iscritti) | ↳ Astenuti (% su iscritti)                | ↳ Astenuti (% su iscritti) | 20 770                  | 29,60                   |
|                            |                                           |                            |                         |                         |
|                            | Esito: collegio confermato a Conservatore |                            |                         |                         |

| Partito                    | Partito                                           | Candidato                  | Risultati 6 maggio 2010 | Risultati 6 maggio 2010 |
| Partito                    | Partito                                           | Candidato                  | Voti                    | %                       |
| -------------------------- | ------------------------------------------------- | -------------------------- | ----------------------- | ----------------------- |
|                            | Conservatore                                      | Laura Sandys               | 22 043                  | 47,99                   |
|                            | Laburista                                         | Stephen Ladyman            | 14 426                  | 31,41                   |
|                            | Lib Dem                                           | Peter Bucklitsch           | 6 935                   | 15,10                   |
|                            | UKIP                                              | Trevor Shonk               | 2 529                   | 5,51                    |
|                            |                                                   |                            |                         |                         |
| Iscritti                   | Iscritti                                          | Iscritti                   | 70 341                  | 100,00                  |
| ↳ Votanti (% su iscritti)  | ↳ Votanti (% su iscritti)                         | ↳ Votanti (% su iscritti)  | 45 933                  | 65,30                   |
| ↳ Astenuti (% su iscritti) | ↳ Astenuti (% su iscritti)                        | ↳ Astenuti (% su iscritti) | 24 408                  | 34,70                   |
|                            |                                                   |                            |                         |                         |
|                            | Esito: collegio passa da Laburista a Conservatore |                            |                         |                         |

### Elezioni negli anni 2000
| Partito                    | Partito                                | Candidato                  | Risultati 5 maggio 2005 | Risultati 5 maggio 2005 |
| Partito                    | Partito                                | Candidato                  | Voti                    | %                       |
| -------------------------- | -------------------------------------- | -------------------------- | ----------------------- | ----------------------- |
|                            | Laburista                              | Stephen Ladyman            | 16 660                  | 40,40                   |
|                            | Conservatore                           | Mark MacGregor             | 15 996                  | 38,79                   |
|                            | Lib Dem                                | Guy Voizey                 | 5 431                   | 13,17                   |
|                            | UKIP                                   | Nigel Farage               | 2 079                   | 5,04                    |
|                            | Verdi                                  | Howard Green               | 888                     | 2,15                    |
|                            | Indipendente                           | Maude Kinsella             | 188                     | 0,46                    |
|                            |                                        |                            |                         |                         |
| Iscritti                   | Iscritti                               | Iscritti                   | 63 449                  | 100,00                  |
| ↳ Votanti (% su iscritti)  | ↳ Votanti (% su iscritti)              | ↳ Votanti (% su iscritti)  | 41 242                  | 65,00                   |
| ↳ Astenuti (% su iscritti) | ↳ Astenuti (% su iscritti)             | ↳ Astenuti (% su iscritti) | 22 207                  | 35,00                   |
|                            |                                        |                            |                         |                         |
|                            | Esito: collegio confermato a Laburista |                            |                         |                         |

| Partito                    | Partito                                | Candidato                  | Risultati 7 giugno 2001 | Risultati 7 giugno 2001 |
| Partito                    | Partito                                | Candidato                  | Voti                    | %                       |
| -------------------------- | -------------------------------------- | -------------------------- | ----------------------- | ----------------------- |
|                            | Laburista                              | Stephen Ladyman            | 18 002                  | 45,65                   |
|                            | Conservatore                           | Mark MacGregor             | 16 210                  | 41,11                   |
|                            | Lib Dem                                | Guy Voizey                 | 3 706                   | 9,40                    |
|                            | Indipendente                           | William Baldwin            | 770                     | 1,95                    |
|                            | UKIP                                   | Terry Eccott               | 502                     | 1,27                    |
|                            | Fronte Nazionale                       | Bernard Franklin           | 242                     | 0,61                    |
|                            |                                        |                            |                         |                         |
| Iscritti                   | Iscritti                               | Iscritti                   | 61 708                  | 100,00                  |
| ↳ Votanti (% su iscritti)  | ↳ Votanti (% su iscritti)              | ↳ Votanti (% su iscritti)  | 39 432                  | 63,90                   |
| ↳ Astenuti (% su iscritti) | ↳ Astenuti (% su iscritti)             | ↳ Astenuti (% su iscritti) | 22 276                  | 36,10                   |
|                            |                                        |                            |                         |                         |
|                            | Esito: collegio confermato a Laburista |                            |                         |                         |

## Risultati dei referendum

### Referendum sulla permanenza del Regno Unito nell'Unione europea del 2016
|             | Collegio     | Lasciare UE % | Rimanere in UE % |
| ----------- | ------------ | ------------- | ---------------- |
|             | South Thanet | 61,6%         | 38,4%            |
| Inghilterra | 53,3%        | 46,7%         |                  |
| Regno Unito | 51,9%        | 48,1%         |                  |